# Bada Shanren

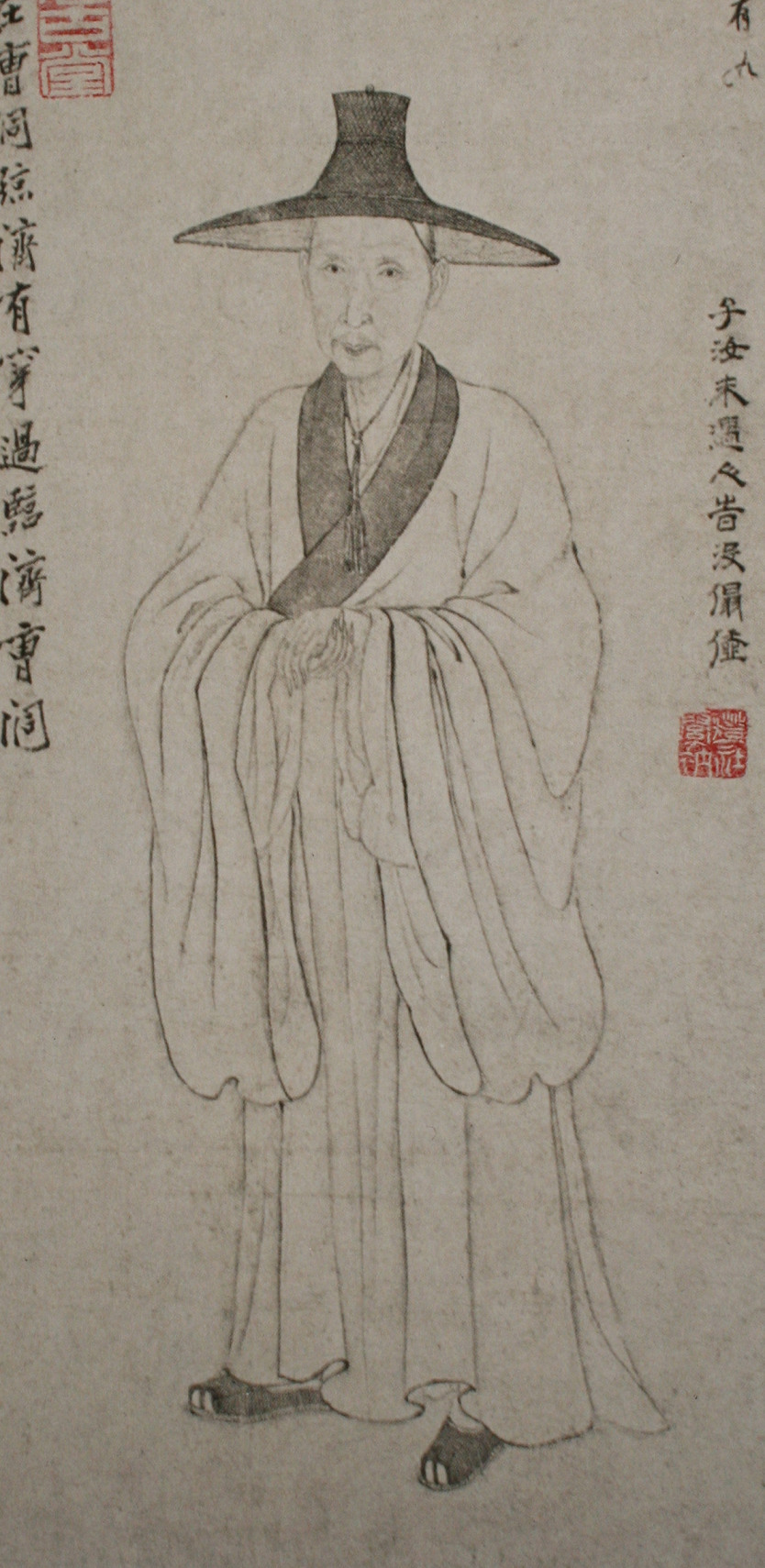
Portret van Bada Shanren door Huang An Pin, detail van een portret op hangende rol uit 1674

Bada Shanren (八大山人; ca. 1626—1705), geboren als Zhu Da (朱耷) was een Chinees kunstschilder en kalligraaf die actief was tijdens de vroege Qing-periode. Hij was een nakomeling van de Ming-prins Zhu Quan (1378–1448) en wordt gerekend tot een van de 'Vier Monniken', een groep van Ming-loyalisten die bekend waren om hun expressieve, niet aan conventies gebonden stijl. Kunsthistorici beschouwen Bada als een van de meest toonaangevende kunstschilders van zijn periode.

## Biografie
Bada Shanren werd rond 1626 als Zhu Da geboren. Hij was een oudere neef van Shitao (1642–1707). Reeds in zijn vroege kindertijd begon Zhu met schilderen in gewassen inkt en het schrijven van poëzie. Toen in 1644 de Mantsjoes Peking aanvielen, vluchtte Zhu naar een vihara om zich te verschuilen. Als Ming-prins achtte hij het onveilig om zich in het openbaar te vertonen. In 1648 werd hij een chàn-boeddhistische monnik, net als Shitao. Zhu bleef veertig jaar in het klooster. Hierna begon hij zijn professionele loopbaan als kunstschilder. Zhu veroorzaakte opschudding door zijn bizar gedrag. Zo bevestigde hij het karakter voor "stom" (哑) aan zijn deur en weigerde een tijd om te spreken.
Zhu nam zich een aantal artistieke namen aan, waaronder 'Bada Shanren', wat 'Bergman van de Acht Groten' betekent. Onder deze naam is hij tegenwoordig het bekendst. De verticale inscriptie van deze naam op zijn werken (八大山人) lijken op de karakters voor 'lachen' (笑) en 'huilen' (哭). Mogelijk gaf hij zo uiting aan zijn verwarde gevoelens na het vallen van de Ming-dynastie en de dood van zijn vader. Naar verluidt was Zhu dermate verward geraakt dat hij tijdens het schilderen allerlei kreten en vreemde geluiden slaakte.

## Werken
Bada Shanren schilderde gewoonlijk in monochrome, zeer natte gewassen inkt. Zijn werken vertonen een schijnbaar nonchalante, maar trefzekere stijl. Mogelijk hield Bada Shanren zijn penseel zijwaarts vast. Dit zou een verklaring kunnen zijn voor de scherpe penseelstreken, die zo kenmerkend zijn voor zijn oeuvre.
De excentrieke stijl van Bada Shanren maakt zijn werk moeilijk te canoniseren,  dit in tegenstelling tot die van veel andere Chinese kunstschilders. Hij liet zich inspireren door meesters die in hun eigen tijd vernieuwend waren. Zijn vogel- en bloemschilderingen vertonen de invloeden van Xu Wei (1521–1593) en Chen Chun (1483–1544). Ze zijn uitgevoerd in een bijna naïef eenvoudige xieyi-stijl (寫意: 'gedachten schetsen'), maar worden desondanks gewaardeerd door hun sprekendheid. De shan shui-landschappen van Bada Shanren borduren voort op de werken van de 10e-eeuwse Zuidelijke Tang-meesters Dong Yuan en Juran.
In de jaren 30 van de 20e eeuw vervaardigde de Chinese kunstschilder Zhang Daqian (1899-1983) een aantal vervalsingen van het werk van Bada Shanren. Deze konden echter van de originelen worden onderscheiden door de rondere en zachtere lijnen van Zhangs penseelstreken.

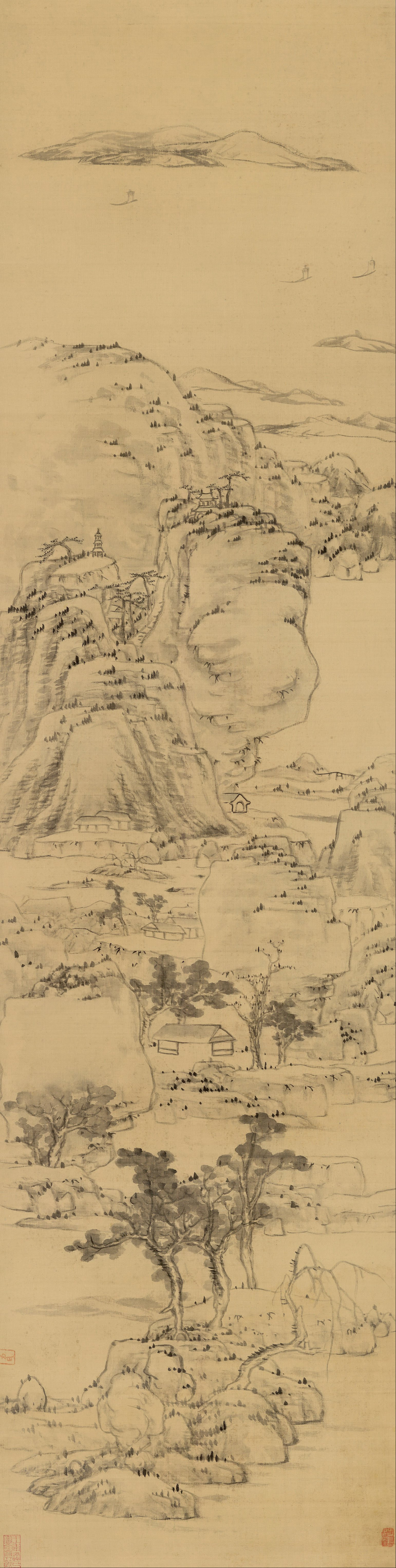
Landschap in de stijl van Ni Zan
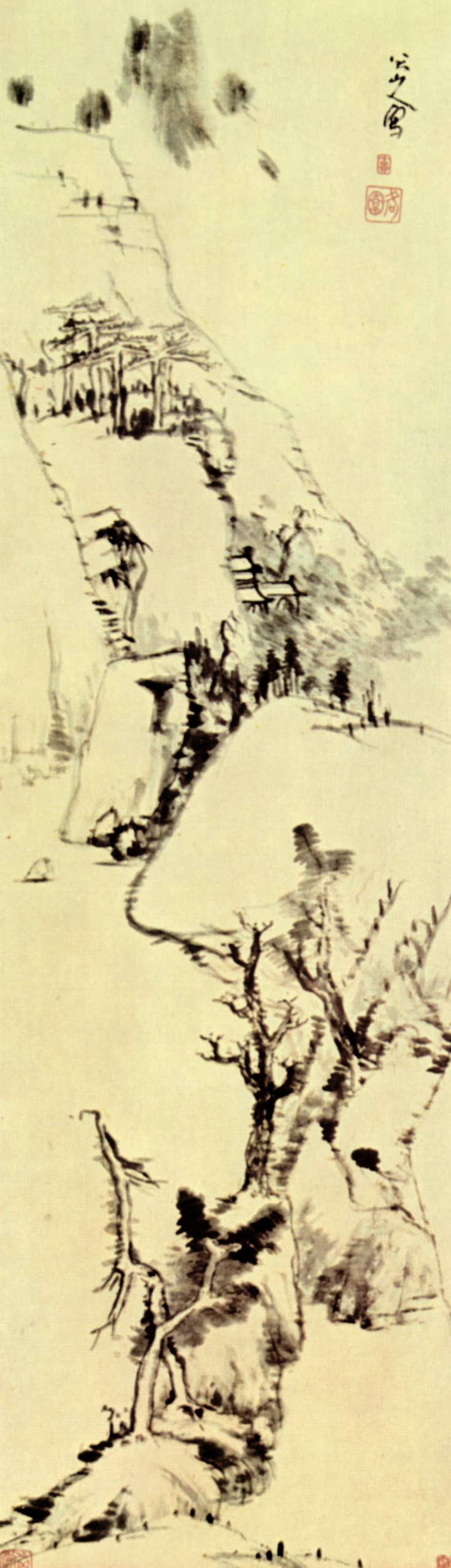
Landschap
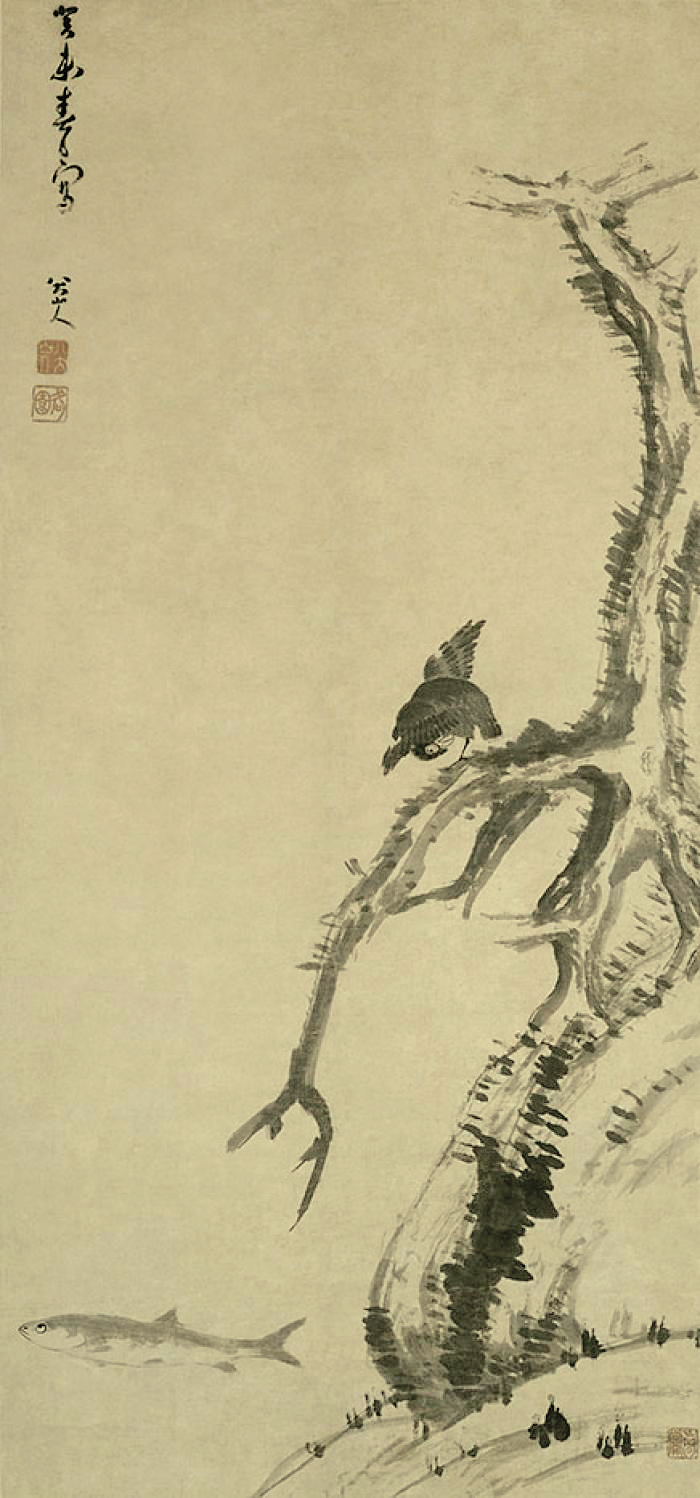
Balispreeuw op een oude boom
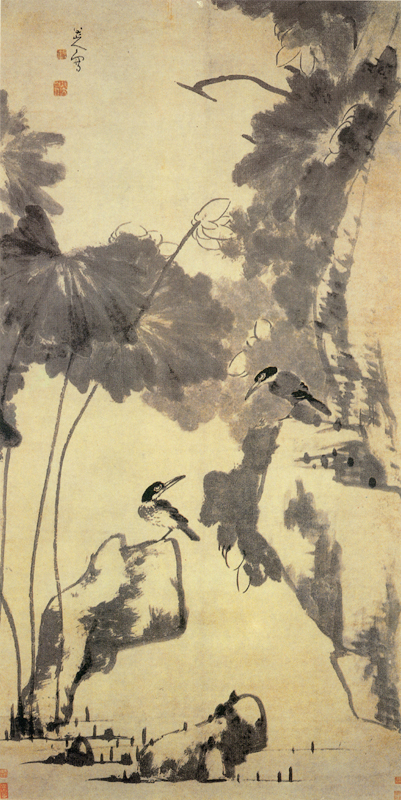
Lotus en vogels
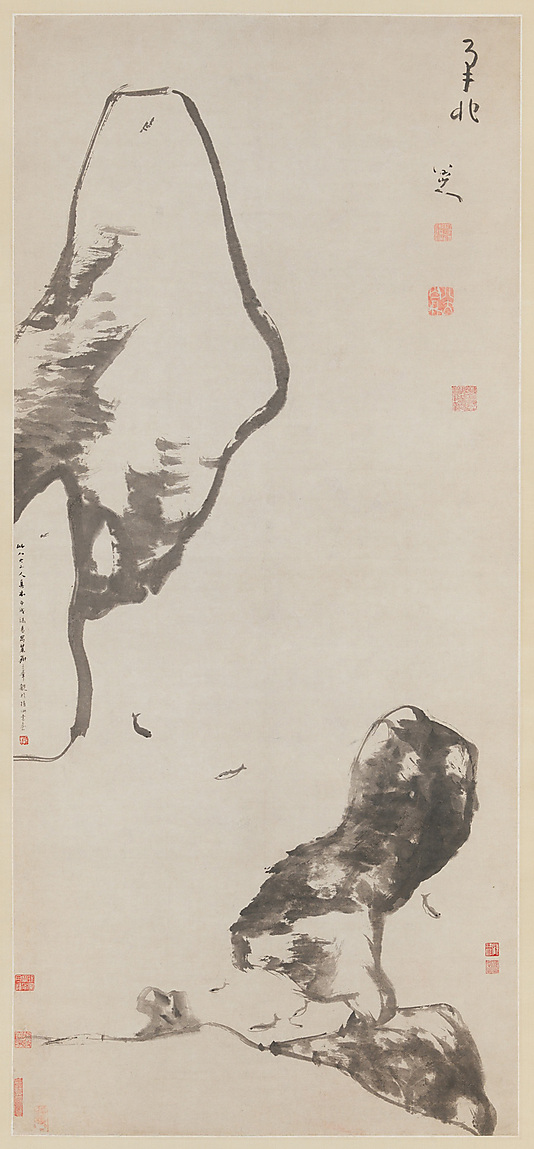
Vis en rotsen

- Bibsys: 90542589
- Bibliothèque nationale de France: cb12307700k (data)
- Catàleg d'autoritats de noms i títols de Catalunya: 981058513278606706
- CiNii: DA05952090
- Gemeinsame Normdatei: 119057468
- International Standard Name Identifier: 0000 0000 8096 4088
- KulturNav: 7107cf31-3382-4b93-b597-0e84382c6a50
- Library of Congress Control Number: n82113932
- Bibliotheek van het Japanse parlement: 00412212
- National Gallery of Victoria: 7397
- Nationale bibliotheek van Australië: 36613042
- Nationale Bibliotheek van Israël: 987007383168805171
- Nederlandse Thesaurus van Auteursnamen: 16035997X
- Réseau des bibliothèques de Suisse occidentale: 02-A000182193
- RKD-Nederlands Instituut voor Kunstgeschiedenis: 249385
- SNAC: w6hf11q5
- Système universitaire de documentation: 031956416
- Trove: 1329311
- Union List of Artist Names: 500328541
- Virtual International Authority File: 17289562
- WorldCat: E39PBJrgFybYqTFWDqWfXmxkXd